# Замок Рахлін

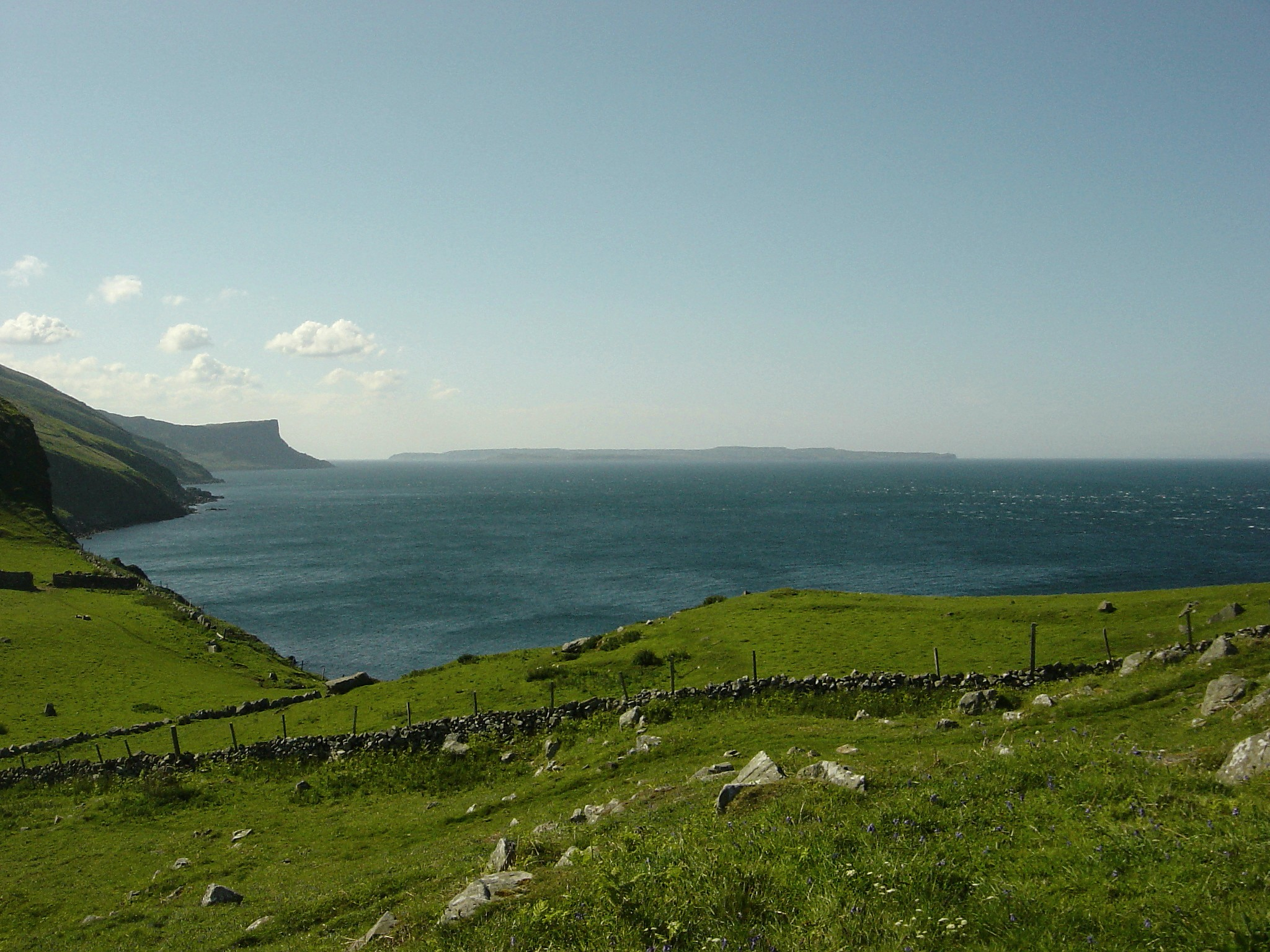
Острів Рахлін. Скеля Торр-хед.

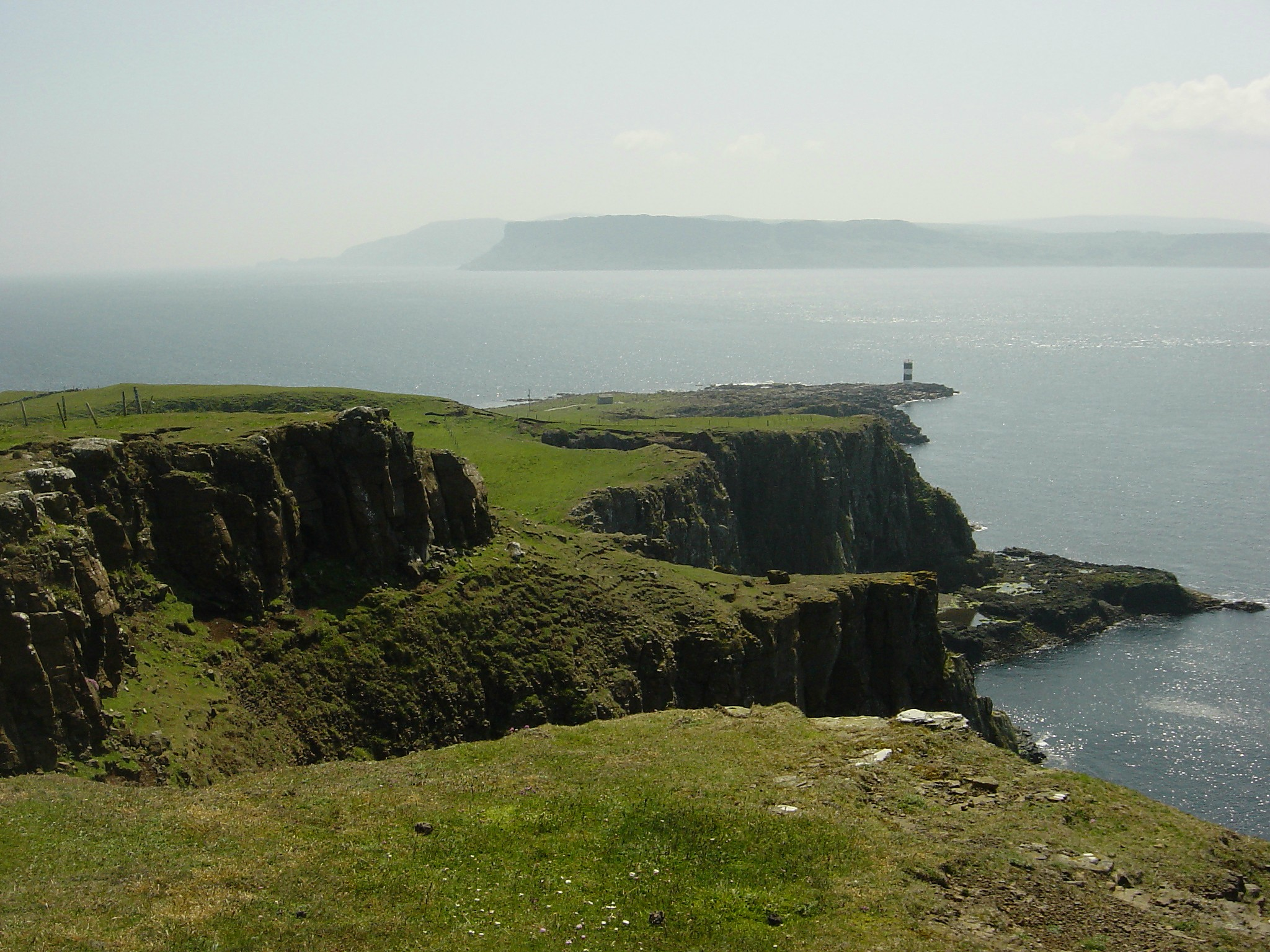
Острів Рахлін вид зі скелі Фер-хед.

Замок Рахлін (англ. Rathlin Castle, Bruce's Castle) — Ретлін, Реслін, замок Брюса — один із замків Ірландії, розташований в графстві Антрім, Північна Ірландія. Стоїть на острові Рахлін, в морі на північ від Ірландії. Нині від замку лишилися руїни. 

## Історія замку Рахлін
Фортеця на острові Рахлін — на місці замку Рахлін існувала ще в давні часи — в часи залізної доби. Про острів Рахлін згадують ще Пліній та Птолемей і називають його острів Регінія, Ріціна, Рехрея, Еггарікенна. У VII столітті Адомнан згадує острів Рехру. В ірландських літописах згадується, що «плем'я Фір Болг заволоділо островами Арран, Айл та Раха». Острів Рахлін був місцем першого нападу вікінгів на Ірландію, про що пише «Літопис Ольстера» — у 795 році вікінги напали на острів Рехрайнн, розграбували і спалили місцеву церкву і селище.
У 1306 році після поразки, яку він отримав від англійської армії під проводом сера Аймера де Валанса в битві під Мехвеном, а потім від армії лорда Лорна в битві під Страхфілланом король Шотландії Роберт I Брюс сховався у замку Рахлін на зиму з невеликим загоном його найвірніших людей, в тому числі з Джеймсом Дугласом — лордом Дуглас і вождем клану Дуглас, з братами Томасом Брюсом, Олександром Брюсом та Едвардом Брюсом, а також сером Нейлом Кемпбеллом і Малкольмом II — графом Леннокса. Їх вітали володарі острова і замку — вождь клану Біссет — лорд Глен Антрім, що згодом були позбавлений всіх своїх титулів англійською короною за те, що він надав прилисток Роберту Брюсу.
Замок продовжував знаходитись під контролем ірландських кланів до другої половини XV століття. У 1557 році англійські війська на чолі з сером Генрі Сідні спустошили острів і влаштували різню місцевих жителів. У липні 1575 року граф Ессекс відправив на острів англійські війська на чолі з Френсісом Дрейком (колишнім піратом і корсаром) і Джоном Норрейсом, що напали на замок з гарматами. Після важкого бою і капітуляції гарнізону захисники замку з клану МакДоннелл були вбиті мечами, тільки деякі з них ув'язнені. Під час подальшої різанини були вбиті сотні жінок і дітей — мирних жителів. Тому цей острів отримав ще іншу назву — Острів Різні, Острів Вбивств. Основна армія клану МакДоннелл Антрім на чолі з ватажком Сорлі Боєм МакДоннелл тоді знаходилась в замку Баллікастл. Вони дізналися про різню в замку Рахлін, де з метою безпеки перебували їх родини з метою безпеки, але не встигли прийти їм на допомогу. У відповідь на різню на острові Рахлін Сорлі Бой МакДоннелл здійснив успішний рейд на замок Каррікфергус, а потім знову звільнив від англійців острів і замок Рахлін.
У 1642 році армія протестантів ковенанторів на чолі з сером Дунканом Кемпбеллом Авхінбреком напали на острів і замок Рахлін, вбили місцевого католицького священика з клану МакДональд і місцевих жителів з клану МакДональд. Вони влаштували безжальну ріанину, потім кидали жінок і дітей зі скелі в море. Кількість жертв цієї різанини перевищує 3000 мирних жителів.
У XVIII столітті біля замку Рахлін налагодили видобуток і виробництво ламінарії. Острів був залюднений і в ХІХ столітті ірландськими кланами, причому місцеві жителі зберігали свої прадавні звичаї — вони обирали вождя острова — суддю, що правив суд на троні з торфу та розмовляли на місцевому діалекті ірландської мови — діалекті Рахлін. Ніні цей діалект забутий. Перший в світі комерційний бездротовий зв'язок — по радіо налагодив Марконі між замком Рахлін та замком Кенмара-хаус в Баллікастлі 6 липня 1898 року.